# Ocypodoidea
Los ocipodoideos (Ocypodoidea) son una superfamilia crustáceos decápodos, nombrados a partir del género Ocypode, que incluye diversas especies de cangrejo.

## Taxonomía
La superfamilia Ocypodoidea incluye nueve familias:
- Camptandriidae Stimpson, 1858
- Dotillidae Stimpson, 1858
- Heloeciidae Milne Edwards, 1852
- Macrophthalmidae Dana, 1851
- Mictyridae Dana, 1851
- Ocypodidae Rafinesque, 1815
- Palicidae Bouvier, 1898
- Ucididae Števčić, 2005
- Xenophthalmidae Stimpson, 1858[2]